# Muskegon Heights
Muskegon Heights is een plaats (city) in de Amerikaanse staat Michigan, en valt bestuurlijk gezien onder Muskegon County.

## Demografie
Bij de volkstelling in 2000 werd het aantal inwoners vastgesteld op 12.049.
In 2006 is het aantal inwoners door het United States Census Bureau geschat op 11.741, een daling van 308 (-2,6%).

## Geografie
Volgens het United States Census Bureau beslaat de plaats een oppervlakte van
8,2 km², geheel bestaande uit land.

## Plaatsen in de nabije omgeving
De onderstaande figuur toont nabijgelegen plaatsen in een straal van 12 km rond Muskegon Heights.